# عيناك قدري
عيناك قدري، مجموعة قصصية من أوائل مؤلفات الشاعرة والكاتبة السورية غادة السمان. صدرت المجموعة في عام 1962 عن دار الآداب في بيروت، لبنان ، وأهدت الكتاب إلى والدها قائلة: "إلى أبي.. بصمت وتواضع..إليك من نزف المعركة..بعدما علمتني كيف أحارب قدري". ويضم الكتاب 16 قصة قصيرة تختلف شخصياتها ولكنها تجتمع في العذاب الذي تعرض له أبطال هذه القصص. 

## نبذة عن الكتاب
تتمحور القصص بشكل رئيسي حول معاناة المرأة العربية مع الرجل واستنكرت على المجتمعات العربية قمع المرأة وحصرها في الزواج والمطبخ وتربية الأولاد دون أن تُبدي أي رأي أو تساهم بأي عمل.

### قصص الكتاب
- عيناك قدري
- الأصباع المتمرّدة
- ما وراء الحب
- القطة
- أفعى الجريح
- مغارة النسور
- الطفلة محروقة الخدّين
- في سن والدي
- المُدللون
- هاربة من منبع الشمس
- الهاوية
- لو
- الفجر عند النافذة
- قتلته لأغني
- براري شقائق النعمان